# Zbigniew Turski
Zbigniew Turski (* 16. Oktober 1908 in Warschau, Russisches Kaiserreich; † 7. Januar 1979 in Otwock) war ein polnischer Komponist und Dirigent.

## Leben
Turski studierte am Warschauer Konservatorium Komposition bei Piotr Rytel (Diplom 1937) und besuchte die Dirigentenklasse von Walerian Bierdiajew. Von 1936 bis 1939 war er Musikdirektor des Polnischen Radios in Warschau. Er blieb auch während der Zeit der deutschen Besatzung in seiner Heimatstadt. Ein großer Teil seiner Kompositionen aus der Vorkriegszeit fiel Bränden während des Warschauer Aufstandes zum Opfer.
1945–46 war er Organisator, künstlerischer Leiter und Dirigent des städtischen Sinfonieorchesters in Sopot (später Baltische Philharmonie). Mit Piotr Perkowski gründete er 1946 den polnischen Komponistenverband, dessen Präsident er 1959–60 war. 1948–49 leitete er außerdem die musikalischen Fächer an der Staatlichen Theaterhochschule Warschau.
Nach 1950 konzentrierte sich Turski auf die Komposition von Film- und Schauspielmusiken. Von 1957 bis 1973 war er musikalischer Leiter des Teatr Współczesny in Warschau. Beim olympischen Wettbewerb für Kunst und Literatur der Olympischen Spiele 1948 in London wurde seine Sinfonie Olimoijska mit der Goldmedaille ausgezeichnet. Daneben erhielt er auch mehrere staatliche Auszeichnungen, darunter Preise des Ministeriums für Kunst und Kultur, den Preis des Vorsitzenden des Ministerrates und den Polnischen Staatspreis Zweiten Grades.

## Werke
- Suita symfoniczna für Sinfonieorchester (1933)
- I Symfonia für Sinfonieorchester (1937)
- Koncert na fortepian i orkiestrę (1937)
- Wariacje für Klavier und Orchester (1937)
- I Kwartet smyczkowy (1941)
- Sinfonia da camera für Sinfonieorchester (1947)
- II Symfonia "Olimpijska" für Sinfonieorchester (1948)
- Smuga cienia für Bariton und Orchester (1948)
- Suita na tematy kurpiowskie für Sopran, Chor und Orchester (1949)
- Pięć pieśni kaszubskich für Chor/für Stimme und Klavier/für Chor und Orchester (1949)
- Dwie kurpiowskie pieśni weselne für Chor und kleines Orchester (1950)
- Mały koncert für Klavier und Orchester (um 1950)
- I Koncert na srzypce z orkiestrą (1951)
- II Kwartet smyczkowy (1951)
- Ziemia, Kantate für Chor (1952)
- III Symfonia für Sinfonieorchester (1953)
- Tango-serenada für Klavier (1953)
- Kantata o Wiśle für Chor (1953)
- Mała uwertura für Sinfonieorchester (1955)
- Wernisaż, Ballett (1962)
- II Koncert na skrzypce z orkiestrą (1963)
- Rozmówki, Mikro-Rundfunkoper für Sprecher, Sopran, Chor und Orchester (1966)
- Tytania i osioł, Balletl (1966)
- Cień, Kantata-Nokturn für Tenor, Chor und Perkussion (1967)
- Canti de nativitate Patriae für Sopran, Tenor, Bass, Chor und Orchester (1969)
- Ndege - Ptak, choreographische Geschichte (1971)
- Regno Ejukori, Triptychon für Bass und Orchester (1974)
- Lemma ignigenum für Sinfonieorchester (1976)